# أحمد عبد الرحمن (لاعب كرة يد)
أحمد عبد الرحمن مواليد 26 يناير 1984، هو لاعب كرة يد مصري يلعب كمحور. يلعب حاليا مع النادي الأهلي المصري. مثل منتخب مصر لكرة اليد.

## سجل المنافسة
شارك في البطولات التالية:
- بطولة العالم لكرة اليد للرجال 2015